# Förhörsmetodik
Förhörsmetoder har genom historien tillämpats på olika sätt för att få fram information och lösa olika brott i olika typer av förhör. Det finns exempel på förhör där man använt fysiska förhörstekniker, bland annat genom tortyr eller andra mildare tester där man till exempel utnyttjat stress och rädsla hos den förhörda. Idag förekommer främst psykiska metoder vars huvudsyfte är att nå fram till den förhörde mentalt via olika tekniker.  

## Förhörsmetodik genom historien
Olika metoder och tekniker har genom historien brukats för att få fram information från vittnen eller misstänkta. Dessa metoder kan vara både psykiska, där man försöker nå fram till den förhörda mentalt, men det kan också handla om olika fysiska tillvägagångssätt. Ett knep som användes redan 1000 år f.Kr. var att granska människors rädsla och stresspåslag vid förhör. Man kunde utvärdera huruvida någon talade sanning eller inte genom att granska dess muntorrhet, då man ansåg muntorrheten vara ett symptom på stress och lögn. I Kina var det vanligt att man lät förhörda stoppa okokt ris i munnen under förhöret, för att se om riset blivit vått av salivet eller om muntorrheten behöll riset torrt. 
Det var även vanligt med religiösa inslag när man ville ta reda på information och få fram erkännanden. Ofta utnyttjade man rädslan för att bli upptäckt genom att utsätta människor för olika tester. Bland annat användes en metod i Indien runt 500 f.Kr. där man tvingade människor att dra i en åsnesvans. Gud skulle haft direkt koppling till åsnan och därav kunnat avgöra vem som var skyldig. På grund av den starka gudstron vågade sig endast de oskyldiga fram att rycka i svansen och den skyldige gick att hitta. Man kunde även tvinga människor att skicka runt strutsägg mellan varandra för att se om någon skulle tappa ägget. På så sätt märkte men vem som var nervös eller uppstressad, och drog slutsatsen att denne måste vara skyldig.

### Tortyr

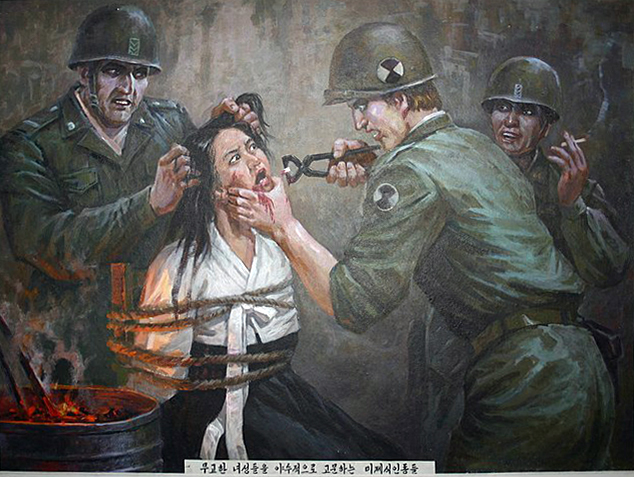
Målning av tortyr från ett museum i Korea.

Under medeltiden gick allt fler förhör över till att använda mer fysiska metoder. Tortyr blev ett vanligt sätt att pressa folk på information, samtidigt som den misstänkta blev bestraffad under processens gång. Man använde grymma metoder för att tvinga fram erkännanden. Till exempel placerades människor i smala rör med små spikar i, vilket orsakade långvarig smärta som skulle knäcka den skyldige. Metoderna användes även för att få fram information om medskyldiga till brottet och man tog ingen hänsyn till om tortyren var laglig eller inte. Ofta kunde man tortera redan dödsdömda fångar precis innan avrättning, för att få ut ytterligare information.
Det finns mängder olika tortyrsätt som användes runt om i världen under medeltiden. Vilken som användes och när, varierade kraftigt beroende på olika faktorer, såsom kön, ålder och sociala status. Det fanns tortyrformer där människor blev ihjälsågade, där kroppsdelar stympades och man kunde få skallen sakta krossad i olika maskiner. Man kunde också bli placerad på en stol med spikspetsar uppåt, som under en lång och plågsam period trängde in i kroppen.
Användningen av tortyr som förhörsmetod går även att återfinna under 1900-talet. I samband med de amerikanska bomberna som släpptes i Hiroshima och Nagasaki under Andra världskriget, använde sig den japanska militären bland annat av tortyr på tillfångatagna amerikanska piloter. Man försökte pressa fram hur många atombomber som fanns bland alliansen samt deras planer på användning.

### Scharff-metoden
Hanns Joachim Gottlob Scharff var en tysk förhörsledare under Andra världskriget, som främst ledde nazisternas förhör med tillfångatagna amerikanska krigspiloter. Utmärkande för Scharffs förhörsmetod var hans försök till att utveckla en personlig relation till den förhörde. Han var en stark motståndare till fysiska metoder som tortyr och skendränkning. Han trodde inte heller på trakasserier utan behandlade fångarna med värdighet och respekt. Genom att ta med den förhörde på aktiviteter som bio, promenader, teater och andra tillställningar, lyckades han luska fram information och detaljer via vanliga konversationer. Den amerikanska stridspiloten Einar Malmstrom råkade ut för Scharffs förmåga. Den tyska militären hade länge undrat vad amerikanerna hade för syfte när de avfyrade spårljus utan ammunitioner i luften. I samband med att man lät Malmstrom flyga ett eftertraktat tyskt flygplan blev han exalterad och man fick honom på andra tankar. Snart därefter lyckades Scharff luska fram att spårljusen var en signal för att berätta att ammunitionerna tagit slut.
Scharff metoden sammanfattas i fyra olika steg eller delar. Först ser man till att skapa en vänskaplig relation till den förhörde eller tillfångatagna, oftast genom att utföra ovannämnda aktiviteter. Därefter främjar man fria konversationer och undviker att pressa fram information. Förhörsledaren ska skapa en falsk bild av att hen redan vet all information. Slutligen så brukar man lägga fram olika påståenden som förhoppningsvis antingen bekräftas eller förnekas av den förhörde.
Hanns Scharff blev känd världen över som "Master Interrogator" och en stor del av hans tillvägagångssätt kom att inspirera förhör i USA. Uppmärksamheten som kom till följd av framgången med Scharffs metod, inspirerade nya experiment och analyser av hans tillvägagångssätt. Bland annat genomförde den svenska studenten Simon Oleszkiewicz från Göteborgs universitet, en studie där han analyserade metoderna. Man tilldelade ett antal deltagare olika specifika detaljer om ett iscensatt terrorattentat och påbörjade därefter förhör med var och en. Genom att låta hälften förhöras med hjälp av Scharff metoden och resterande med en metod som kallas "Direct approach", kunde man se stora skillnader i hur mycket information förhörsledaren lyckades få fram. Resultaten av undersökningen publicerades 2011 i boken Law and human behaviour. Ett återkommande tema bland de deltagare som förhördes enligt Scharffs teknik, var att de fick svårt att förstå hur mycket information de egentligen råkat tillkännage. Metoden genererade även mycket mer information som dessutom var betydligt mer exakt än det man fick reda på via "Direct Approach".

## Vanliga metoder under 2000-talet

### Den kognitiva metoden

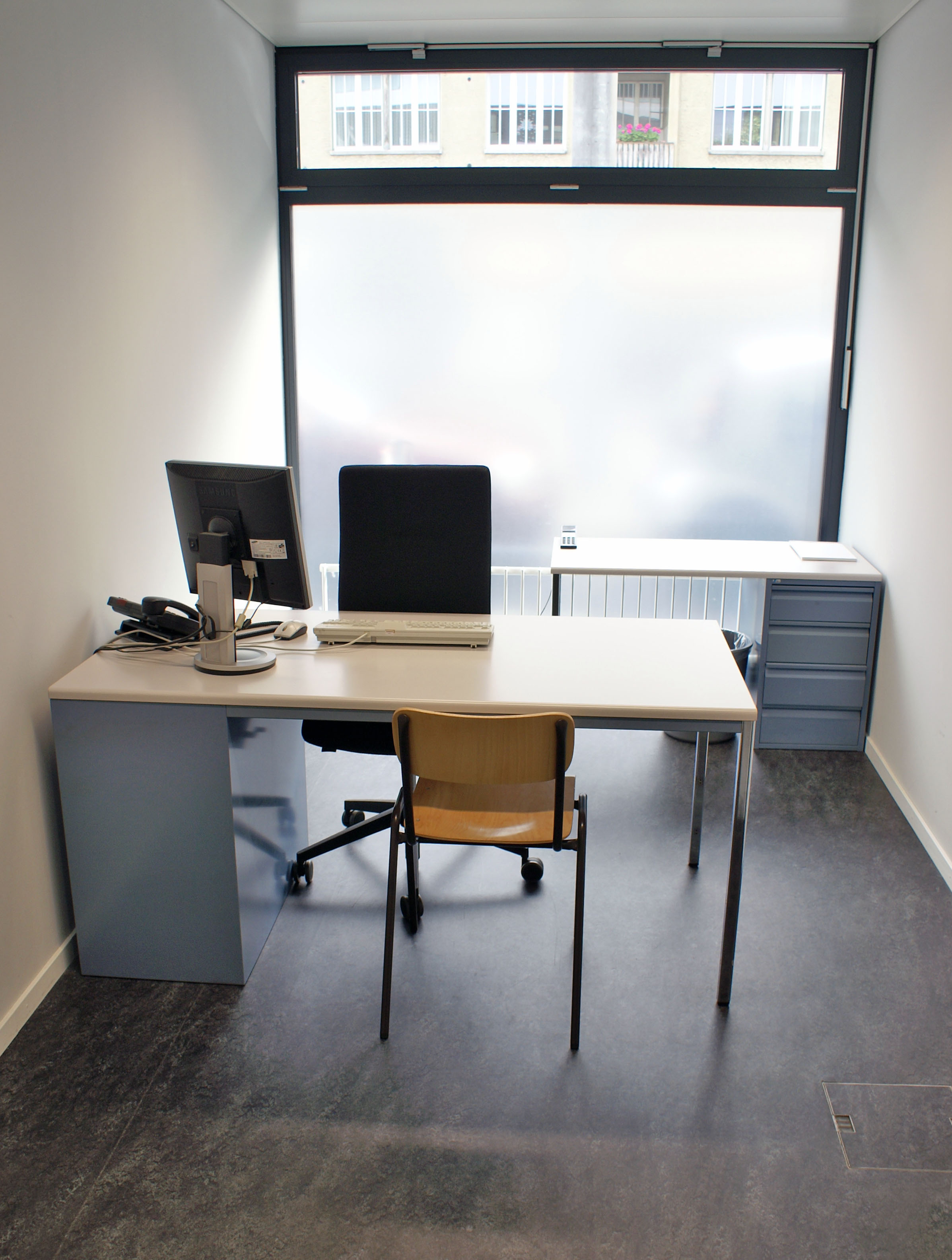
Polisförhörssal i Schweiz.

Den kognitiva förhörstekniken framställdes av två psykologer under 1990-talet, med huvudsyfte att främja minnen och ta fram bortträngda händelser, främst hos utsatta kvinnor. Metoden ska både vara effektiv vid framtagandet av nya minnesbilder, men ska även kunna tillämpas då man vill åt äldre minnen. Metoden har inte bara visat sig vara effektiv vid förhör av vittnen och målsägande, utan fungerar även gentemot den misstänkta gärningsmannen i samband med att graden av kognitiv komplexitet försvårar förmågan att tala osanning..   
I regel använder sig metoden av fyra delar för att framställa så mycket riktig information som möjligt. Den intervjuade ombes att i olika ordningar och ur olika perspektiv återberätta samma händelseförlopp. Detta görs i syfte att nya minnen och ny information ska kunna uppkomma. Tekniken bygger på att den intervjuade ska försöka återskapa alla miljöer, både de yttre samt de inre. De ska även att återge alla detaljer och återberätta ur olika perspektiv. Slutligen ber man de återberätta händelsen i både kronologisk ordning och genom att kasta om händelseförloppen och berätta i olika ordningar. Istället för att förhörsledaren ska ställa ledande frågor och fungera som en intervjuare, överlåter man allt återberättande till den utfrågade. Förhörsledaren ska istället ha som uppgift att främja ett förtroende och agera en god lyssnare. Detta kallas för en "fri förklaring" och metoden ska generera närmare 40-50% bättre resultat gällande den förhördes prestation.

### PEACE-metoden
PEACE metoden står för "Preparation and Planning, Engage and Explain, Account and Challenge, Closure and Evaluate" och togs fram som en vidare fördjupning av den kognitiva metoden. De olika bokstäverna samt deras betydelse tar tillsammans fram de olika stegen som modellen bygger på. "Preparation and planning", eller "planera och förbereda" symboliserar förhörets första stadium där utredarens uppgift är att ta fram information och fakta kring ämnet samt den som ska förhöras och varför. Därefter följer "Engage and Explain" som innefattar syftet och tillvägagångssättet för intervjun, vad för typ av regler man ska förhålla sig till samt hur man skall gå till väga. Här brukar det även vara vanligt för förhörsledaren att försöka bilda sig en uppfattning, eller ett tema, hos den förhörda. Ofta försöker man koppla personens sinnesstämning med till exempel skam, skuld eller brist på såna känslor, för att därefter kunna anpassa sitt tillvägagångssätt. De som tydligt uttrycker mycket känslor blir bemötta med förstående samt rättfärdigande av brottet från förhörsledarens sida, för att därefter generera mer svar, de som istället har en känslokall utrstrålning försöker man övertala att direkt erkänna sitt brott. Därefter ser man till att bilda en sådan tydlig bild kring händelsen som utreds som möjligt. Här är det viktigt att förhörsledaren lyssnar till den förhördes berättelse oavbrutet och ställer följdfrågor först efter att händelseförloppet presenterats. Syftet när den misstänkta ombeds berätta sin version av historien utan avbrott eller ledande frågor, blir att förhindra gärningsmannen från att fabricera och förändra sin berättelse efter att möjliga motsägelser och oklarheter presenterats. Detta sammanfattas i PEACE metodens tredje steg, betecknad "Account and Challenge". Steg 4, "Closure", syftar huvudsakligen till att förebygga en abrupt och negativ avslutning. Ofta ser man till att sammanfatta resultaten av intervjun samt nästkommande händelser för att uppnå en ömsesidig förståelse för vad som åstadkommits. Ett sista tillfälle för frågor och förtydligande möjliggörs även här, och stor vikt läggs vid att bibehålla en positiv avrundning. Slutligen tillämpas steg 5, "Evaluate", där förhörsledaren går igenom förhörets resultat, information som tillkommit, utvärderar dennes egna prestation under förhöret och ser till huruvida en vidareutveckling kan vara lämpligt.

### Reid-metoden
Reid metoden eller "The reid technique" är en förhörsmetod utvecklat av polismannen John Reid. Syftet med metoden var ett mjukare och mer förstående tillvägagångssätt som kombinerade forskning kring människans psyke och den modernare forskningen. Tekniken bygger på tre huvudsakliga beståndsdelar: Fakta analys, Beteendeanalys och ett förhör med den misstänkta, faktaanalysen tillämpas först. Här utvärderas alla misstänkta baserat på sannolikheten att denne är skyldigt respektive oskyldig. Detta görs genom att granska personers möjlighet att i praktiken kunnat utföra brottet, möjliga motiv samt analysera beteendet innan och efter brottet begåtts. Samtidigt sammanställer man även iakttagelser och granskar brottsplatsen.
Därefter övergår man till en beteende analys, utförd i form av en intervju. Syftet med intervjun är att upprätthålla en frågestund innehållande vanliga utredningsfrågor samt olika provocerande frågor för att trigga beteenden och röra upp känslor. Kan man tydligt bedöma den misstänkta som skyldig till brottet går man vidare till fas tre: Förhöret, där man fokuserar på att driva fram ett erkännande. Detta utförs genom att tillämpa en teknik uppdelad i nio steg.
Man startar med en direkt konfrontation. Här presenterar man allt bevismaterial för den misstänkta och ger den en chans att direkt erkänna sin inblandning. Här kan bevismaterial som till exempel Dna och fingeravtryck tas fram och användas. Därefter övergår man till det som kallas dominans. Förhörsledaren driver oavbrutet en monolog och lägger fram olika scenarier och händelseförlopp, vissa rimligare än andra. För att sedan försöka provocera fram ett erkännande eller för att få den misstänkta att börja prata, använder man sig också av moraliskt rättfärdigande. Man försöker skapa ett tema och orsaker till varför brottet kan ha begåtts och sympatiserar därefter med handlingarna. Detta kan göras genom att till exempel skuldbelägga offret.  
En motreaktion på de scenarion och berättiganden förhörsledaren presenterat är vanligen nekande. Den misstänkta börjar förneka inblandning och begrundar det ofta i moraliska påståenden, exempelvis att "jag skulle aldrig göra något sånt". Därefter dras denna motreaktion nytta av och utredaren visar på ytterligare sympati genom att rättfärdiga att det som skett är okej. Detta görs genom att uttala medlidande och fälla påståenden som "jag förstår ju att det bara var en olycka". 
Har man fortfarande inte lyckats uppnå ett fullbordat erkännande presenteras istället nya tänkbara scenarier, med syfte att tvinga fram ett omedvetet erkännande. Ofta tas två alternativ upp; ett grövre och ett mer begripligt och milt alternativ, där tanken är att den förhörda ska välja det mildare alternativet och därmed indirekt erkänna skuld. Här kan även nya teman presenteras som kan kopplas till sociala faktorer som personens familj, arbete etcetera. Har den misstänkta slutligen mer eller mindre erkänt delaktighet och skuld ombeds hen att återberätta händelseförloppet muntligt. Detta kan senare kompletteras med fler djupgående frågor för att ytterligare få fram information om fallet. Det sista steget kräver ett skriftligt eller inspelat erkännande och återberättande av brottet, främst framställt med gärningsmannens egna ord utan ledfrågor från utredaren.